# Campylospermum descoingsii
Campylospermum descoingsii är en tvåhjärtbladig växtart som beskrevs av Farron. Campylospermum descoingsii ingår i släktet Campylospermum och familjen Ochnaceae. Inga underarter finns listade i Catalogue of Life.